# Lamprotes caureum
Lamprotes caureum är en fjärilsart som beskrevs av August Wilhelm Knoch 1781. Lamprotes caureum ingår i släktet Lamprotes och familjen nattflyn. Inga underarter finns listade i Catalogue of Life.